# Lago Kutubu
Il lago Kutubu è un lago della Papua Nuova Guinea, nella provincia degli Altopiani del Sud.
È il secondo lago più grande della Papua Nuova Guinea dopo il Lago Murray.
| Controllo di autorità | VIAF (EN) 315530370 · LCCN (EN) sh95010596 · J9U (EN, HE) 987007532431105171 |